# برايان ديكسون
برايان ديكسون (بالإنجليزية: Brian Dixon) هو لاعب كرة قدم أسترالية ومدرب كرة قدم أسترالية وسياسي أسترالي، ولد في 20 مايو 1936. انتخب عضو الجمعية التشريعية فيكتوريا عن دائرة سانت كيلدا ‏ (27 يونيو 1964 – 2 أبريل 1982).

## روابط خارجية
- برايان ديكسون على موقع AustralianFootball.com (الإنجليزية)
- برايان ديكسون على موقع AFLtables.com (الإنجليزية)